# Varennes-Saint-Honorat
Varennes-Saint-Honorat ist eine französische Gemeinde mit 26 Einwohnern (Stand: 1. Januar 2022) im Département Haute-Loire in der Region Auvergne-Rhône-Alpes (vor 2016 Auvergne). Sie gehört zum Arrondissement Le Puy-en-Velay sowie zum Kanton Plateau du Haut-Velay granitique.

## Geographie
Varennes-Saint-Honorat liegt im Regionalen Naturpark Livradois-Forez, etwa 25 Kilometer südöstlich von Brioude in der Naturlandschaft Emblavès (auch Emblavez geschrieben). Die Nachbargemeinden von Varennes-Saint-Honorat sind Josat im Nordwesten und Norden, La Chapelle-Bertin im Norden, Allègre im Osten, Fix-Saint-Geneys im Südosten und Süden, Sainte-Eugénie-de-Villeneuve im Süden sowie Jax im Westen.

## Bevölkerungsentwicklung
| Jahr                       | 1962 | 1968 | 1975 | 1982 | 1990 | 1999 | 2011 | 2020 |
| Einwohner                  | 110  | 90   | 64   | 46   | 46   | 39   | 31   | 25   |
| Quellen: Cassini und INSEE |      |      |      |      |      |      |      |      |

## Sehenswürdigkeiten
- Kirche Saint-Denys